# Fritz Kaiser (Politiker, 1901)
Fritz Kaiser (* 29. April 1901 in Forchheim; † 20. Dezember 1966 ebenda) war ein deutscher Politiker der CSU.

## Leben und Beruf
Kaiser war zunächst als kaufmännischer Angestellter und später als Holzarbeiter in Forchheim tätig. 1945 übernahm er zunächst eine Tätigkeit bei der Spruchkammer, später beim Arbeitsamt in Forchheim, wo er eine Nebenstelle leitete.

## Politik
Vor dem Krieg war Kaiser Vorsitzender des Ortsvereins der BVP in Forchheim. Im April 1933 wehrte er sich gegen die von der NSDAP durchgesetzte Mandatsverteilung im Forchheimer Stadtrat. Auf Druck des Ortsgruppenführers der NSDAP nahm er seinen Widerspruch zurück.
1945 beteiligte er sich an der Gründung der Forchheimer CSU. 1946 gehörte er der Verfassunggebenden Landesversammlung in Bayern an.